# Coupe de La Réunion de football 1963
La Coupe de La Réunion de football 1963 était la 7e édition de la compétition et fut remportée par l'US Bénédictine.

## 1ertour
| ? | SS Gauloise | 1-2 * | SS Hirondelle | Bras-Panon |  |
|   |             |       |               |            |  |

* Le match entre la SS Gauloise et la SS Hirondelle fut abandonné en faveur de la SS Hirondelle sur le score de 2-1

## 2etour
| 4 août 1963 | SS Excelsior | 5-2 | SS Aiglon | Savannah |  |
|             |              |     |           |          |  |

| 4 août 1963 | US Saint-André | 2-4 | SS Hirondelle | Saint-Benoît |  |
|             |                |     |               |              |  |

| 4 août 1963 | SS Franco | 0-5 | Bourbon Club | Stade de la Redoute, Saint-Denis |  |
|             |           |     |              |                                  |  |

| 4 août 1963 | SS Escadrille | 3-2 | SS Jeanne d'Arc | Saint-Denis |  |
|             |               |     |                 |             |  |

## 3etour
| 11 août 1963 | SS Hirondelle | 2-0 | US Stade Tamponnaise | Saint-Pierre |  |
|              |               |     |                      |              |  |

| 11 août 1963 | SS Escadrille | 2-4 | JS Saint-Pierroise | Saint-Benoît |  |
|              |               |     |                    |              |  |

| 11 août 1963 | SS Excelsior | 2-3 | SS Juniors Dionysiens | Savannah |  |
|              |              |     |                       |          |  |

| 11 août 1963 | SS Cadets Saint-Pierre | 3-2 | SS Saint-Louisienne | Saint-Denis |  |
|              |                        |     |                     |             |  |

## Quarts-de-finale
| 3 novembre 1963 | Bourbon Club | 4-0 | SS Hirondelle | Saint-Benoît |  |
|                 |              |     |               |              |  |

| 11 août 1963 | SS Juniors Dionysiens | 0-3 | JS Saint-Pierroise | Saint-Denis |  |
|              |                       |     |                    |             |  |

| 11 août 1963 | SS Cadets Saint-Pierre | 1-5 | US Bénédictine | Savannah |  |
|              |                        |     |                |          |  |

| 17 novembre 1963 | SS Patriote | 2-3 | Stade Saint-Paulois | Sainte-Suzanne |  |
|                  |             |     |                     |                |  |

## Demi-finale
| 24 novembre 1963 | Bourbon Club | 1-3 | US Bénédictine | Saint-Denis |  |
|                  |              |     |                |             |  |

| 24 novembre 1963 | Stade Saint-Paulois | 2-2 * | JS Saint-Pierroise | Saint-Paul |  |
|                  |                     |       |                    |            |  |

| 15 décembre 1963 | Stade Saint-Paulois | 2-1 * | JS Saint-Pierroise | Saint-Paul |  |
|                  |                     |       |                    |            |  |

* Match rejoué après le 2-2 au 1er match entre le Stade Saint-Paulois et le JS Saint-Pierroise

## Finale
| Équipes             | US Bénédictine - Stade Saint-Paulois                                                                                             |
| Score               | 3-1 (2-1) |
| Date                | 22 décembre 1963 |
| Stade               | Stade de la Redoute, Saint-Denis                                                                                                 |
| Buts                | US Bénédictine : Vahimangue 14e, Vigne (2) · Stade Saint-Paulois : 32e H.Ferblantier (pen)                                       |
| US Bénédictine      | Erapa, Bagage, Bebeau, George Allane, Fernand Allane, Louis Allane, Raymond Allane dit "Alouk", Dalapa, Vahimangue, Vigne, Dofer |
| Stade Saint-Paulois | Nehoi, Enilorac, Dominique Hoarau, H. Ferblantier, Jacky Hoarau, Sevagamy, Labbe, Chane-Yock, A. Ferblantier, Thing-Leo, Michel  |